# Václav Pavkovič
Václav Pavkovič (24 de abril de 1936-17 de noviembre de 2019) fue un deportista checoslovaco que compitió en remo. Participó en los Juegos Olímpicos de Roma 1960, obteniendo una medalla de bronce en la prueba de ocho con timonel.

## Palmarés internacional
| Juegos Olímpicos | Juegos Olímpicos | Juegos Olímpicos  | Juegos Olímpicos |
| Año              | Lugar            | Medalla           | Prueba           |
| ---------------- | ---------------- | ----------------- | ---------------- |
| 1960             | Roma (Italia)    | Medalla de bronce | Ocho con timonel |